# Michael Reeves
Michael Reeves (Sutton, 17 ottobre 1943 – Londra, 11 febbraio 1969) è stato un regista e sceneggiatore britannico.
È ricordato soprattutto per il film Il grande inquisitore (1968) con Vincent Price. Morì prematuramente all'età di soli 25 anni per un'overdose causata da alcol e barbiturici.

## Biografia
Reeves nacque a Sutton nel Surrey ma crebbe a Suffolk, dove la circostante natura ispirò i suoi futuri film e sceneggiature. Presto orfano di padre, cominciò molto giovane a produrre cortometraggi, spesso in collaborazione con l'amico e attore Ian Ogilvy, che sarà poi presente in tre dei suoi film commercialmente più di successo. Dopo aver finito gli studi al Radley College di Abingdon nello Oxfordshire, contattò il regista Don Siegel, che lo prese come direttore del doppiaggio.
Il primo film di una certa importanza a cui collaborò fu Il castello dei morti vivi, con Christopher Lee. In Italia, riuscì ad ottenere l'incarico di regista del film Il lago di Satana (1966), pellicola realizzata con un budget molto limitato ma che ebbe un discreto successo negli anni a venire, anche per la partecipazione dell'icona del cinema horror Barbara Steele. Tornato a Londra nel 1966, Michael Reeves girò Il killer di Satana, con Boris Karloff, un esempio molto riuscito del genere "swinging 60ies London" ma con toni misterici e soprannaturali. In entrambe le pellicole comparve ancora l'amico Ian Ogilvy.
Capolavoro di Reeves è considerato Il grande inquisitore, film che racconta la storia dell'avvocato-inquisitore Matteo Hopkins. Reeves avrebbe voluto Donald Pleasence nel ruolo del protagonista, ma l'American International Pictures, co-finanziatrice del film, insistette perché il ruolo lo ottenesse Vincent Price, indiscussa star dell'horror internazionale. Ciò ha causato parecchie divergenze tra l'attore, ormai anziano e con trent'anni di carriera alle spalle, e il giovane regista. Secondo un noto aneddoto, Reeves riuscì a guadagnarsi il rispetto di Price in modo assai particolare: diceva costantemente a Price di "non esagerare" con la recitazione e di interpretare il ruolo più seriamente; Price, stancatosi, finì col dirgli “Giovanotto, ho fatto ottantasette [sic] film. Tu cosa hai fatto?", a cui Reeves avrebbe risposto “Io ne ho fatti tre buoni".
Reeves è morto prematuramente all'età di soli 25 anni, probabilmente suicida, a causa di un'overdose causata da alcol e barbiturici.

## Nella cultura di massa
L'albo 353 di Dylan Dog, chiamato appunto Il generale inquisitore, ruota intorno al film di Reeves e alla misteriosa morte di quest'ultimo: dopo aver visto al cinema Il grande inquisitore, Dylan Dog incontra l'attore co-protagonista Ian Ogilvy, che gli parla delle poco chiare circostanze della morte del regista; intanto un gruppo di serial-killer, capeggiati da Mr. Long processa ed elimina ragazze accusate di stregoneria.

## Filmografia
- Carrion - cortometraggio, perduto (1958)
- Down - cortometraggio, perduto (1959)
- Intrusion - cortometraggio, perduto (1961)
- Il lago di Satana (The She Beast) (1966)
- Il killer di Satana (The Sorcerers) (1967)
- Il grande inquisitore (Witchfinder General) (1968)